# 梅賽德斯F1 W05 Hybrid
梅賽德斯F1 W05 Hybrid（英語：Mercedes F1 W05 Hybrid），舊稱為梅賽德斯F1 W05（英語：Mercedes F1 W05），是一輛非常成功的一级方程式赛车，由梅賽德斯車隊所設計，參賽於2014年世界一級方程式錦標賽。這輛車由2008及2014年世界車手冠軍劉易斯·漢米爾頓與尼可·羅斯堡駕駛，兩人分別已經有兩年及五年的賽季效力於該隊。這輛F1 W05經過設計，將使用梅賽德斯的全新1.6公升V6渦輪增壓引擎PU106A Hybrid。F1 W05在單季擁有16勝的成績，就統計數據上而言，它是一級方程式賽車歷史上最具優勢的賽車。

## 競爭力
這輛車靠著尼可·羅斯堡於開幕站澳大利亞大獎賽以27秒之差贏得冠軍的表現，很快地獲得了相當的成功。接著，劉易斯·漢米爾頓連續地贏得了馬來西亞大獎賽、巴林大獎賽、中國大獎賽和西班牙大獎賽。這輛車被認為是靠著這輛車的引擎PU106A的創新設計，而令它佔據領導地位。天空體育F1台的報導描述該壓縮機與渦輪被包裝在內燃機的相對端，這增加了它在包裝、空氣動力學效率和電池用量的優勢。劉易斯·漢米爾頓表示這是他有生以來駕駛過最好的車輛。梅賽德斯再靠著漢米爾頓贏得英國大獎賽與羅斯堡贏得摩納哥、奧地利和德國大獎賽，在賽季的一半僅錯失了一勝（加拿大）和一次桿位（奧地利）。該隊於賽季的第16站俄羅斯大獎賽提前獲得製造商冠軍。F1 W05在2014年賽季共獲得16場勝利（漢米爾頓11場及羅斯堡5場）、18次桿位（漢米爾頓7次及羅斯堡11次）、12次最快單圈（漢米爾頓7次及羅斯堡5次）、11次佔據頭排發車，以及11次以一、二名完賽，在統計數據上，也成為了一級方程式賽車歷史上最具領導地位的賽車。

## 一級方程式賽績
（图例）粗體為桿位出賽，斜體為最快圈速
| 賽季   | 隊伍                   | 引擎                   | 輪胎 | 車手            | 大獎賽 | 大獎賽 | 大獎賽 | 大獎賽 | 大獎賽 | 大獎賽 | 大獎賽 | 大獎賽 | 大獎賽 | 大獎賽 | 大獎賽 | 大獎賽 | 大獎賽 | 大獎賽 | 大獎賽 | 大獎賽 | 大獎賽 | 大獎賽 | 大獎賽 | 積分 | 排名 |
| 賽季   | 隊伍                   | 引擎                   | 輪胎 | 車手            | 澳     | 馬     | 巴林   | 中     | 西     | 摩     | 加     | 奧     | 英     | 德     | 匈     | 比     |        | 新     | 日     | 俄     | 美     | 巴西   | 阿‡    | 積分 | 排名 |
| ------ | ---------------------- | ---------------------- | ---- | --------------- | ------ | ------ | ------ | ------ | ------ | ------ | ------ | ------ | ------ | ------ | ------ | ------ | ------ | ------ | ------ | ------ | ------ | ------ | ------ | ---- | ---- |
| 2014年 | 梅賽德斯AMG 國油F1車隊 | 梅賽德斯 PU106A Hybrid | P    | 尼可·羅斯堡     | 1      | 2      | 2      | 2      | 2      | 1      | 2      | 1      | Ret    | 1      | 4      | 2      | 2      | Ret    | 2      | 2      | 2      | 1      | 14     | 701  | 冠軍 |
| 2014年 | 梅賽德斯AMG 國油F1車隊 | 梅賽德斯 PU106A Hybrid | P    | 劉易斯·漢米爾頓 | Ret    | 1      | 1      | 1      | 1      | 2      | Ret    | 2      | 1      | 3      | 3      | Ret    | 1      | 1      | 1      | 1      | 1      | 2      | 1      | 701  | 冠軍 |

‡－車隊和車手在阿布達比大獎賽將授予兩倍積分。